# 高梨将弘
高梨 将弘（たかなし まさひろ、1983年1月22日 - ）は、日本の男性プロレスラー。千葉県市川市出身。DDTプロレスリング所属。血液型A型。

## 経歴
闘龍門の9期生（同期には石森太二らがいる）として入門するもデビューには至らず。
2003年
6月にDDTへ入門、9月14日船橋ららぽーとWEST5階屋上大会のリングにおける対スーパー宇宙パワー戦でデビュー。
2004年
5月29日の北沢タウンホール大会で行われたKING OF DDTトーナメント1回戦で、一宮章一を破った。
2005年
1月30日の後楽園ホール大会より、マサ高梨に改名。
4月24日から5月15日にかけて行われた、KAIENTAI-DOJOのK-METAL LEAGUE'05に参戦した。また、この年の後半には、根性の足りない忍者であると看破され、すぎはら美里と猪熊裕介による特訓が開始された。暴走族とのチキンラン、パラワンヒラタオオクワガタとの一騎討ち、浜名湖サービスエリアへの置き去り、マッドマン・ポンドによる家庭教師などの理不尽な特訓に耐えた。
2006年
1月29日、ポイズン澤田JULIE率いる蛇界に取り込まれマサ高マムシとなった。
4月27日より全身金色の自称エルドラドの王、キング・ポコダとしてプロレスリング・エルドラドに登場。キング・ポコダ名義はエルドラド代表となる。
蛇界崩壊後の5月から11月頃まで、DDTでのリングネームはポコ高梨（一週だけ高梨ポコダ）を使用していた。
10月15日、アイスリボンの千本桜ホール大会に初参戦。以後アイスリボンではリボン高梨というリングネームとなる。
11月23日、新宿FACE大会において諸橋晴也とのコンビでフランチェスコ・トーゴー＆モリ・ベルナルド組を破り、第23代CMLL認定KO-Dタッグ王者となるが、2007年4月1日の後楽園ホール大会でヌルヌルブラザース（中澤マイケル＆松永智充組）に敗れ王座転落。
2008年
2月20日、新木場1stRING大会で男色ディーノからDDTエクストリーム選手権を奪取。また年頭から主に地方大会で下克上を宣言し、反乱軍の結成をアピールしたが、様々なハプニングにより正式名称やメンバーの発表には至らなかった。これとは別に男色ディーノ、矢郷良明らと“ベルトハンター×ハンター”なるユニットも結成している。12月28日の後楽園ホール大会でイタリアン・フォー・ホースメンとの敗者追放マッチに敗れ、DDTのリングを去る。
2009年
1月4日、新木場1stRING大会から遠縁のルイ高梨14世が参戦。
5月4日、後楽園大会ホール大会でイタリアン・フォー・ホースメンとの敗者追放マッチに敗れ、ルイ高梨14世がDDTのリングを去る。
5月21日、新木場1stRING大会で高木三四郎と事実上の引退をかけた試合に勝利し、DDTに復帰する。
8月23日、両国大会での男色ディーノの八冠統一戦（最終的には九冠戦）の相手に指名されベルト集めに奔走した結果、統一戦では敗れて失ったものの一時五冠を達成する。
9月27日、男色ディーノと「ベルトハンター×ハンター」を結成。のちにヨシヒコ、佐藤光留、石井慧介が合流し一大勢力となる。
11月29日、男色ディーノと佐藤光留とのタッグでイタリアンフォーホースメンを破りUWA世界6人タッグ王者となる。
2010年
1月24日、東京愚連隊に敗れ、6人タッグ王座から陥落する。
3月14日、次期KO-D無差別級挑戦者決定バトルロイヤルで優勝し、4月4日の新宿大会で現王者関本大介に挑戦。25分を超える激闘の末惜しくも敗れる。
5月12日、練習中に右膝前十字靭帯断裂、内側靭帯損傷、膝関節亜脱臼の大怪我。長期の欠場が発表された。
6月5日、DDT直営のスポーツバー「ドロップキック」で泥酔して眠りこけていた当時のアイアンマン王者の男色ディーノからベルトを奪取、838代目王者となる。
2011年
2月18日、19時女子プロレスにて、レギュラーのGENTAROの欠席に伴う実況・解説として復帰。
6月15日、アイスリボン299・イサミレッスル武闘館にて、大会前に復帰挨拶の最中、さくらえみに急襲されてアイアンマンヘビーメタル級王座のベルトを奪われてしまう（その後、長野レミ→みなみ飛香→さくらえみに移る）が、大会終了後に再び奪取した。
6月19日、DDT後楽園大会にて、石井慧介とのアイアンマンヘビーメタル級王座防衛線を行い敗北したものの、直後に一時奪回したが、控え室で石井と小競り合いをしている最中に再び奪われた。
7月24日、DDT両国国技館大会において関本大介とタッグを組み、KO-Dタッグ王座戦（4WAYマッチ）に勝利し、第38代王者となるが、8月28日後楽園大会で男色ディーノ＆飯伏幸太組に敗れ、王座から陥落した。
第2回DDT48総選挙で5位に入り、10月23日の総選挙上位者興行に出場、メインイベント後に行われたじゃんけん選抜に勝利し、11月6日大阪大会でのKO-D無差別級王座への挑戦権を獲得した。
11月6日、KO-D無差別級王者KUDOに挑むも、惜敗。
11月30日、アイスリボン・347にて新田猫子を破り第8代トライアングルリボン王者となる。男子選手による戴冠は初。
2012年
3月11日のDDT後楽園大会でKO-D無差別級王者男色ディーノの指名により、翌週3月18日の新木場大会で高木三四郎と次期KO-D無差別級選手権挑戦者決定戦に挑むものの敗れる。
4月1日、DDT後楽園大会で行われた「いつでもどこでも挑戦権および次期挑戦者決定時間差入場バトルロイヤル」で(KO-D無差別級王座への)いつでもどこでも挑戦権を獲得。メインのKO-D無差別級王座戦で男色ディーノを破り新王者となった高木三四郎の前に現れ、その場で挑戦権を行使。高木をわずか124秒で破り第40代KO-D無差別級王者となる。
6月15日、地元に近い東部フレンドホールで自主興行を開催。松永智充を降す。
7月4日、タイに渡り、地下プロレスEXITに参戦。
7月22日、プロレスリング・ノアに本名の高梨将弘で参戦。石森太二と対戦するも敗北。
9月6日、再びタイに渡り、我闘雲舞旗揚げ戦に出場。以降、レギュラー参戦している。
2013年
10月26日、ロシアに渡り、IWFに参戦。
12月17日、10周年記念興行「瑞江冬の陣」でKUDOと対戦するも敗北。
2014年
1月13日、道頓堀アリーナで980代アイアンマンヘビーメタル級王者となる。
1月26日、HARASHIMAの持つKO-D無差別級王座に挑戦し敗れる。しかしこの試合を機にKUDOが高梨に合流、後に坂口征夫も合流し、酒呑童子を結成する。
4月、2度目のロシア遠征を行う。
2016年
1月3日、6人タッグマッチでHARASHIMAから直接フォールを獲ったことにより、KO-D無差別級の次期挑戦者に指名される。
1月31日、KO-D無差別級王座の木高イサミに挑戦するも、敗れる。
3月11日、我闘雲舞タイ大会に参戦した後、シンガポールへ渡り、SPW（シンガポールプロレスリング）に参戦。ザ・ステートメントが持つSPW認定東南アジア選手権に挑戦して勝利。その日のうちに帰国して我闘雲舞市ヶ谷大会で凱旋試合を行った。
3月24日、我闘雲舞新木場大会において、SPW東南アジア選手権試合で井上雅央の挑戦を受けたが防衛を果たした。
3月27日、天王寺大会にて佐々木大輔とシングル。なお、佐々木はチリの団体マックスルチャリブレの王者であるため「智新戦争勃発」と銘打たれる。
7月17日、DDT後楽園ホールよりリングネームを本名の高梨将弘に改名。入場曲も一新。
2018年
7月8日、両国KFCホールで15周年記念自主興行「世の中に下戸のたてたる蔵もなし」を開催。メインイベントで木高イサミに敗北。
10月30日、DDTドラマティック総選挙で個人部門1位を獲得（ユニット部門との二冠達成）。11月25日に佐々木大輔の保持するKO-D無差別級王座への挑戦が決定。
11月25日、後楽園ホール大会で行われた佐々木大輔とのKO-D無差別級選手権＆賞金100万円争奪マッチで敗北。
2019年
9月15日、両国KFCホールで自主興行「辿り来て、未だ肴は先の夢」を開催。メインイベントで男色ディーノに勝利。興行後、「進みたい道へ進む」ためにこの年のD王GP参加辞退を表明。
9月24日、プロレスリングBASARA新木場大会に来場し、関根龍一の保持するユニオンMAX王座に挑戦表明。
11月3日、DDT両国国技館大会で行われた関根龍一とのユニオンMAX王座選手権に勝利し、第13代ユニオンMAX王者に。次期挑戦者に木高イサミを指名。
12月26日、我闘雲舞新木場大会にて、我闘雲舞の現場監督就任が発表される。
12月28日、BASARA後楽園大会で行われたユニオンMAX選手権において木高イサミに勝利し、ユニオンMAX王座初防衛。
2020年
1月22日、BASARA新宿FACE大会で行われたユニオンMAX選手権において中津良太に勝利し、2度めの防衛に成功。
3月24日、BASARA新木場大会で行われたユニオンMAX選手権（対戦相手は阿部史典）で試合中に左足を骨折、王座陥落。長期欠場に入る。
2021年
1月29日、一時復帰戦となる自主興行「帰って来たヨッパライ」を新木場1stRingで開催予定であったがコロナ禍など諸々の事情を鑑み中止。代わりに同会場で開催されたチョコプロの配信限定大会において趙雲子龍とのエキシビジョンマッチが行われた。
7月13日、新宿FACEで復帰戦となる自主興行を開催予定であったが再度の緊急事態宣言のため中止。代わりに市ヶ谷チョコレート広場で開催されたチョコプロの配信限定大会において阿部史典と対戦、お卍固めで敗北。
9月26日、DDT後楽園ホール大会にてDDT復帰。以降DDTには限定参戦となる。
10月1日、新宿FACEで自主興行「帰って来たヨッパライ」を開催。メインイベントでクリス・ブルックスと組みバラモン兄弟と対戦、バラモン・ケイに高梨が敗北。大会エンディングでCDK（高梨・クリス組）対酒吞童子（KUDO・坂口征夫組）の実現を宣言。
2022年
2月26日、チョコプロ市ヶ谷チョコレート広場大会で行われたアジアドリームタッグ王座選手権においてCDKでバリヤンアッキ・駿河メイ組に勝利し、第10代アジアドリームタッグ王者となる。
3月22日、DDT両国国技館大会で行われたKO-Dタッグ選手権においてCDKでHARASHIMA・吉村直巳組に勝利し、第73代KO-Dタッグ王者となる。
5月22日、DDT後楽園ホール大会で行われたKO-Dタッグ選手権においてMAO・朱崇花組に敗北し王座陥落。
6月1日、DDT後楽園ホール大会で行われたDDT UNIVERSAL王座選手権においてMAOに勝利し、第7代UNIVERSAL王者となる。
8月20日、DDT大田区総合体育館大会で行われたDDT UNIVERSAL選手権において上野勇希に敗れ王座陥落。
11月24日、SPWシンガポール・フーチョウビルディング大会で行われたSPWタッグ選手権においてCDKがダ・ブッチャーマン・Dr.ゴア組に勝利し王座奪取。
2023年
9月19日、デビュー20周年記念自主興行を新宿FACEで開催。メインイベントのシングルマッチでクリス・ブルックスに敗北。メイン後のエキシビジョンマッチでKUDOと対戦、クリスと坂口が介入し一時CDKvs酒吞童子となるもドロー。
2025年
3月20日、DDT後楽園ホール・旗揚げ28周年記念大会でクリスから指名を受けKO-D無差別級王座に挑戦。クリスから雪崩式プレイングマンティスボム、さらにプレイングマンティスボムを頭部から受けてしまい、敗退。マットで横たわりながらクリスから差し出されたマイクで「DDTメンバー、DDTファン、ありがとう、愛してます」と話したが、起き上がることが出来ず「意識があるが上半身のしびれがあり、下半身が動かない」と訴えたことから、リングドクターから応急処置を受け、首を固定されて東京都内の病院に救急搬送された。その後、DDTから発表された診断結果では「頸椎C5、6椎体骨折」及び「頸髄損傷」である事が判明し、手術を受け成功し経過は順調であるものの、集中医療を受けていることを明らかにした。

## 得意技
軽量級でありながらも派手な飛び技は使わないが、あちこちのリングで身につけたグラウンドレスリングの技術には定評がある。
タカタニック
変形ボム。スペル・シーサーのヨシタニックと同型。大一番では雪崩式も使用。活動時期により高梨返し、ポコタニックとも。
バッカス
旧名・変形雁之助クラッチ。フロントネックロックから大外刈りの要領で相手の足を刈りつつ前転して丸め込む。
相手の腕を取って首を巻くように固めるクロスアームバッカスも大一番で使用。
ラフロイグ
パラダイスロックの要領で相手の手足を固めた後、相手をうつ伏せにせずに相手の手足を足でフックしたままブリッジで固める変形レッグロールクラッチ。技名はウイスキーの銘柄から。
ペダル式バッカス
「ことり」のペダル式バードリッジと同じく2回転してホールドする。
どぶろく
尻餅をついた相手の腕をダブル・チキンウイングの形に固め、横に回転しオースイ・スープレックスホールドの要領でフォールを奪う。
ウワバミ
相手の足を4の字に組んでのエビ固め。スクールボーイからホールドせずに転がした相手に仕掛けるペダル式ウワバミも使用。
ハングオーバー!!
グラウンドでの十字架固めから相手を横に転がし、体を入れ替え相手の上に覆いかぶさりエビ固めの形でフォールを奪う。初期型は足4の字固めの入りから体重を浴びせてフォールを奪う技だった。
酔鯨
桜庭和志のゆりかもめと同型。
ゴーフォーブロック
スライディングキック。
マサ高梨70Kg!
技名を叫びながらの串刺し式平行飛びドロップキック。インスパイア元はさくらえみの「さくらえみ70kg」(串刺し式クロスボディ)。高梨将弘に再改名後もこの名称で使用。
サドンストップ
マッドマン・ポンドとのタッグ時に繰り出したセントーンアトミコ。
稲妻レッグラリアート
木村健悟の同技と同型。使用前のアピールは行わない。
トラースキック
地面を踏み鳴らす予告動作の後に放つ（こちらはほぼ躱される）他、フィニッシュ前にノーモーションやカウンターで使用（こちらはほぼ的確に相手を捉える）。
ダイビングダブルニーアタック
コーナー上から相手の片腕を捉え、その腕めがけて両膝で飛び掛かる。
変形STF
互いに立ったままかけるスタンディング式や通常のSTFにおけるかけ手と受け手の間に相手をもう1人挟んで2人まとめて締め上げるなどのバリエーションを持つ。
裏首固め
相手の背後から前後逆にかける首固め。技の性格は弓矢固めに近い。
変形腕固め
うつぶせの相手の片腕を足でハンマーロックに固めてからもう片腕を絞り上げる。
鼻つまみ
相手の鼻をつまみ、その手を自ら逆の手で叩き落として相手をひるませる。
ぐるぐるパンチ
腕をぐるぐる回してからの大振りのパンチ。当たると逆に本人が動揺するレベルでほぼ当たらない。
everclear
クリス・ブルックスとの合体技。高梨が十字架固めを仕掛けたところにクリスがジャックナイフでさらに押さえ込む。

## 入場曲
- Bacchus（オリジナル） - 高梨将弘名義に再改名後使用
- The Fight（ジョルジオ・モロダー） - マサ高梨名義時代に使用。音源は原曲ではなく新日本プロレスのテーマ曲CDにマサ斎藤のテーマとして収録されていたカバー版。
- Crawling（リンキン・パーク） - プロレスリング我闘雲舞限定使用曲
- Faint（リンキン・パーク）
- チューチュー ラブリー ムニムニ ムラムラ プリンプリン ボロン ヌルル　レロレロ（マキシマム ザ ホルモン） - 高梨マサ子限定使用曲

## タイトル歴
DDTプロレスリング
- KO-D無差別級王座（第40代）
- KO-Dタッグ王座
  - 第23代（パートナーは諸橋晴也）
  - 第38代（パートナーは関本大介）
  - 第73代（パートナーはクリス・ブルックス）
- KO-D6人タッグ王座（第10、12、16、18、27、30、32代）（パートナーはKUDO&坂口征夫）
- KO-D10人タッグ王座（第9代）（パートナーはアントーニオ本多&植木嵩行&正田壮史&メカマミー）
- アイアンマンヘビーメタル級王座（第257、267、836、842、844、849、852、854、859、964、980、988、1047、1187、1189、1194、1303、1403、1452、1474代）
- DDT EXTREME級王座（第6、27代）
- DDT UNIVERSAL王座（第7代）
- 世界ミッドブレス級王座（初代）
- JET世界ジェット級王座（第2代）
- GAY世界アナル級王座（第4代）
- DJニラ認定世界および史上最強級王座（初代）
- UWA世界6人タッグ王座（第36代）（パートナーは佐藤光留&男色ディーノ）
- 世界大森級王座（第9代）

プロレスリングBASARA
- ユニオンMAX王座（第13代）

STYLE-E
- STYLE-Eタッグ王座（初代）（高梨岩兵衛として獲得）（パートナーは大家慶次郎）

アイスリボン
- トライアングルリボン王座（第8代）

SPW
- SPW認定東南アジア王座（第2代）
- SPWタッグ王座（パートナーはクリス・ブルックス）

プロレスリング我闘雲舞
- アジアドリームタッグ王座
  - 第4代（パートナーはさくらえみ）
  - 第10代（パートナーはクリス・ブルックス）

日本インディー大賞
- ベストバウト（2010年）